# Viktor Gustafson
Viktor Gustafson, född 22 mars 1995, är en svensk fotbollsspelare som spelar för Mjällby AIF.

## Karriär
Gustafsons moderklubb är Asarums IF. Han spelade för A-laget mellan 2012 och 2016. I december 2016 gick Gustafson till FK Karlskrona.
I november 2017 värvades Gustafson av Mjällby AIF, där han skrev på ett tvåårskontrakt. Gustafson spelade 16 matcher i Division 1 Södra 2018. Mjällby slutade på första plats i serien och blev uppflyttade till Superettan 2019. Gustafson gjorde sin Superettan-debut den 13 april 2019 i en 2–1-vinst över Västerås SK. I november 2019 förlängde han sitt kontrakt med två år. I januari 2022 förlängde Gustafson sitt kontrakt i Mjällby fram över säsongen 2024. I maj 2023 förlängde Gustafson sitt kontrakt fram över säsongen 2026.